# 615 Roswitha
615 Roswitha è un asteroide della fascia principale del diametro medio di circa 47,89 km. Scoperto nel 1906, presenta un'orbita caratterizzata da un semiasse maggiore pari a 2,6307622 UA e da un'eccentricità di 0,1122794, inclinata di 2,76289° rispetto all'eclittica.
Il suo nome è un omaggio alla poetessa tedesca Roswitha di Gandersheim.